# 385205 Michelvancamp
385205 Michelvancamp è un asteroide della fascia principale. Scoperto nel 1999, presenta un'orbita caratterizzata da un semiasse maggiore pari a 2,2350492 au e da un'eccentricità di 0,0621500, inclinata di 7,83636° rispetto all'eclittica.